# Bill Bradley (ciclista)
William "Bill" Bradley (Southport, 30 de março de 1933 — Wigan, 30 de junho de 1997) foi um ciclista britânico que competiu em duas provas nos Jogos Olímpicos de 1960, em Roma, Itália.